# ゴールデン☆ベスト
『ゴールデン☆ベスト』（GOLDEN☆BEST）は、各レコード会社が共同で使用している旧譜・廉価盤ベスト・アルバムの統一名称。

## 解説
ソニー・ミュージックハウス（ソニー・ミュージックダイレクト→現：ソニー・ミュージックレーベルズ）、東芝EMI（EMIミュージック・ジャパン→現：ユニバーサルミュージックジャパン/EMI RECORDS・Virgin Recordsレーベル）、フォーライフミュージックエンタテイメントの3社合同企画として2002年スタート。
2024年現在、『ゴールデン☆ベスト』と名の付くアイテムを発売しているレコード会社は、ソニー・ミュージックレーベルズ、およびユニバーサルミュージックジャパン、フォーライフミュージックエンタテイメントのほか、日本クラウン、徳間ジャパンコミュニケーションズ、日本コロムビア、、ウルトラ・ヴァイヴ、ビクターエンタテインメント（2代目、旧：日本ビクター 音楽レコード事業部→ビクター音楽産業〈分社化〉→ビクターエンタテインメント〈初代〉→JVCケンウッド・ビクターエンタテインメント）など。
上記の通り様々なレコード会社から発売されているが、長らく参加の無かったワーナーミュージック・ジャパン、ポニーキャニオン、テイチクエンタテインメント、バップが2011年より参加している。
価格は、1枚が1980円または2000円、2枚組は2980円または3000円、3枚組は4000円（3枚組は「GOLDEN☆BEST deluxe」という名称）で統一されている（2023年現在）。「ゴールデン☆ベスト」には、アーティスト公式のベスト・アルバムが存在する。
主に女優・俳優業中心活動になった芸能人の作品が多数発売。長期CD化の無かったアーティスト・楽曲初CD化が多数実現。長きに渡る歌手活動でレコード会社の移籍経験を持つ歌手においては、複数のレコード会社から発売されていることがある。
ソニー・ミュージックレーベルズ系列には通常のラインナップのほかに芸能雑誌「明星」の歌本を彷彿させるブックレット仕様の【懐刻盤】とソニー・ミュージックショップのオーダーメイドファクトリーのみで取り扱う【limited】シリーズがある。
ソニー・ミュージックレーベルズ系列から南沙織の『GOLDEN☆BEST 南沙織 筒美京平を歌う』、朝丘雪路や平山三紀、浅野ゆう子、沖田浩之などと続いた『筒美京平を歌う』のようなコンセプトを持った企画盤も発売。
ビクターエンタテインメントから発売された岩崎宏美・桜田淳子・石野真子の作品は、シングル・セールス（オリコン調べ）の高い順に収録。
ポニーキャニオンでは、主に1970年代・1980年代の女性アイドル歌手の作品を中心として独自に『MYこれ!』シリーズ（『MYこれ!クション』『MYこれ!チョイス』『MYこれ!Lite』）などの別シリーズも制作・販売している。
2008年頃より特別なCDプレーヤーでなくても高音質再生可能と喧伝されている特殊CDが誕生したが、2009年8月ソニー・ミュージックレーベルズ系列より一部の既発売ゴールデン☆ベストを同社が持つ技術を応用したBlu-spec CD仕様で生産限定盤として再発売。
2009年9月16日にビクターエンタテインメントから複数タイトルが一挙発売されるなか発売予定のあった『GOLDEN☆BEST 酒井法子』が本人の逮捕により発売中止。その後酒井が芸能活動を再開、執行猶予期間が満了したことから2017年2月22日にようやく発売された。 
既発売ゴールデン☆ベストのラインナップからピックアップされた作品から期間限定プライス盤としてリリースされる作品が存在。 

## 主な作品

### ソニー・ミュージックダイレクト（アルファミュージック含む、旧：ソニー・ミュージックハウス）→ ソニー・ミュージックレーベルズ
1. あおい輝彦 - GOLDEN☆BEST あおい輝彦　RCAイヤーズ
2. 赤い鳥 - GOLDEN☆BEST 赤い鳥（生産中止）
3. 赤い鳥 - GOLDEN☆BEST 赤い鳥 翼をください〜竹田の子守唄
4. 朝倉理恵 - GOLDEN☆BEST 朝倉理恵《limited》
5. 浅野ゆう子 - GOLDEN☆BEST 浅野ゆう子 筒美京平を歌う《limited》
6. 麻生よう子 - GOLDEN☆BEST 麻生よう子 シングルコレクション《limited》
7. 朝丘雪路 - GOLDEN☆BEST 朝丘雪路 筒美京平を歌う
8. 麻田浩 - GOLDEN☆BEST 麻田浩
9. 浅田美代子 - GOLDEN☆BEST 浅田美代子
10. 梓みちよ - GOLDEN☆BEST 梓みちよ ニュー・シャンソン
11. 東野純直 - GOLDEN☆BEST 東野純直 アーリーシングルコレクション
12. 渥美二郎 - GOLDEN☆BEST 渥美二郎　ソニーミュージック・イヤーズ
13. 天地真理 - GOLDEN☆BEST 天地真理 コンプリート・シングル・コレクション・アンド・モア
14. 天地真理 - GOLDEN☆BEST 天地真理【懐刻盤】
15. 荒木一郎 - GOLDEN☆BEST 荒木一郎&フレンズ
16. 安藤秀樹 - GOLDEN☆BEST 安藤秀樹《limited》
17. YeLLOW Generation - GOLDEN☆BEST YeLLOW Generation
18. 石井明美 - GOLDEN☆BEST 石井明美
19. 石井明美・森川由加里 - GOLDEN☆BEST 石井明美・森川由加里
20. 五十嵐浩晃 - GOLDEN☆BEST 五十嵐浩晃　Singles & New
21. 伊豆田洋之 - GOLDEN☆BEST 伊豆田洋之～夢のふるさと～
22. 伊藤銀次 - GOLDEN☆BEST 伊藤銀次～40th Anniversary Edition～
23. 伊東ゆかり - GOLDEN☆BEST 伊東ゆかり シングル・アンド・ポップス・コレクション
24. 伊丹幸雄 - GOLDEN☆BEST 伊丹幸雄
25. 五輪真弓 - GOLDEN☆BEST deluxe 五輪真弓 コンプリート・シングルコレクション
26. 因幡晃 - GOLDEN☆BEST 因幡晃
27. 内田あかり - GOLDEN☆BEST 内田あかり　Sony Music Years
28. 内山田洋とクール・ファイブ - GOLDEN☆BEST deluxe 内山田洋とクール・ファイブ A面ヒット全曲集
29. ヴィレッジ・シンガーズ - GOLDEN☆BEST ヴィレッジ・シンガーズ 亜麻色の髪の乙女
30. ECHOES - GOLDEN☆BEST ECHOES
31. EPO - GOLDEN☆BEST EPO THE BEST 80's DIRECTOR'S EDITION
32. 遠藤京子 - GOLDEN☆BEST 遠藤京子 もう一度会いたい 1988～1995 (+'15) 《limited》
33. 大久保好子 - GOLDEN☆BEST 大久保好子（生産中止）
34. 王様・女王様 - GOLDEN☆BEST 王様・女王様〜The Legend
35. 大江千里 - GOLDEN☆BEST 大江千里
36. 大沢誉志幸 - GOLDEN☆BEST 大沢誉志幸 I.D Y II Y COOOL BEST COLLECTION(水の中のナイフ)
37. 太田裕美 - GOLDEN☆BEST 太田裕美 コンプリート・シングル・コレクション
38. 太田裕美 - GOLDEN☆BEST 太田裕美 どんじゃらほい〜童謡コレクション
39. 太田裕美 - GOLDEN☆BEST 太田裕美【懐刻盤】
40. 大貫妙子 - GOLDEN☆BEST 大貫妙子 THE BEST 80's DIRECTOR'S EDITION
41. 大橋純子 - GOLDEN☆BEST 大橋純子 ソニーミュージック・イヤーズ
42. 沖田浩之 - GOLDEN☆BEST 沖田浩之
43. 沖田浩之 - GOLDEN☆BEST 沖田浩之 筒美京平を歌う《limited》
44. 奥田美和子 - GOLDEN☆BEST 奥田美和子
45. 尾崎紀世彦 - GOLDEN☆BEST 尾崎紀世彦 サマー・ラブ
46. おニャン子5人娘 - GOLDEN☆BEST 河合その子・国生さゆり・城之内早苗・渡辺美奈代・渡辺満里奈【懐刻盤】
47. 小野正利 - GOLDEN☆BEST 小野正利
48. カズン - GOLDEN☆BEST カズン 冬のファンタジー/シングル・コレクション
49. 加藤登紀子 - GOLDEN☆BEST 加藤登紀子
50. 加藤登紀子 - GOLDEN☆BEST 加藤登紀子 TOKIKO'S HISTORY
51. 金井克子 - GOLDEN☆BEST 金井克子《limited》
52. 加納竜 - GOLDEN☆BEST 加納 竜《limited》
53. 紙ふうせん - GOLDEN☆BEST 紙ふうせん
54. 亀井登志夫 - GOLDEN☆BEST 亀井登志夫 "SONG RIVER" Timeless of Melodies
55. 加門亮 - GOLDEN☆BEST 加門亮 霧情
56. ガロ - GOLDEN☆BEST GARO アンソロジー 1971〜1977
57. 河合その子 - GOLDEN☆BEST 河合その子
58. 川﨑麻世 - GOLDEN☆BEST 川崎麻世
59. 河島英五 - GOLDEN☆BEST 河島英五 SINGLES
60. 河島英五 - GOLDEN☆BEST 河島英五 ヒット全曲集
61. 河田純子 - GOLDEN☆BEST 河田純子《limited》
62. 岸田智史 - GOLDEN☆BEST 岸田智史
63. キャロル・セラ - GOLDEN☆BEST キャロル・セラ ルージュの伝言+ANNIVERSARY
64. キャンディーズ - GOLDEN☆BEST キャンディーズ
65. キャンディーズ - GOLDEN☆BEST キャンディーズ コンプリート・シングルコレクション【懐刻盤】
66. 楠瀬誠志郎 - GOLDEN☆BEST 楠瀬誠志郎
67. 葛谷葉子 - GOLDEN☆BEST 葛谷葉子
68. 国安修二 - GOLDEN☆BEST 国安修二
69. 久保田早紀 - GOLDEN☆BEST 久保田早紀
70. 久保田早紀 - GOLDEN☆BEST 久保田早紀 シングルズ
71. クライズラー&カンパニー - GOLDEN☆BEST クライズラー&カンパニー 〜Classics
72. グラシェラ・スサーナ - GOLDEN☆BEST グラシェラ・スサーナ
73. クロード・チアリ - GOLDEN☆BEST センチメンタル クロード・チアリ
74. 桑名正博 - GOLDEN☆BEST 桑名正博 -MASAYAN 40Years-
75. 国生さゆり - GOLDEN☆BEST 国生さゆり SINGLES
76. 小林明子 - GOLDEN☆BEST 小林明子 Single Cllection〜恋におちて〜
77. 小林旭 - GOLDEN☆BEST 小林旭 ヒット全曲集
78. コモリタミノル - GOLDEN☆BEST コモリタミノル（生産中止）
79. 小柳ルミ子 - GOLDEN☆BEST 小柳ルミ子 シングル・コレクション
80. 近藤久美子/相本久美子 - GOLDEN☆BEST 近藤久美子/相本久美子《limited》
81. サーカス - GOLDEN☆BEST サーカス 歌の贈り物
82. PSY・S - GOLDEN☆BEST PSY・S SINGLES+
83. 西城秀樹 - GOLDEN☆BEST deluxe 西城秀樹
84. 西城秀樹 - GOLDEN☆BEST 西城秀樹 シングルコレクション【懐刻盤】
85. 斉藤さおり - GOLDEN☆BEST 斉藤さおり《limited》
86. 坂上二郎 - GOLDEN☆BEST 坂上二郎
87. 坂本スミ子 - GOLDEN☆BEST 坂本スミ子
88. 佐田玲子 - GOLDEN☆BEST 佐田玲子
89. 佐藤博 - 佐藤 博～a fine piece of work 佐藤 博
90. 真田広之 - GOLDEN☆BEST 真田広之 〜EPIC YEARS〜
91. G-クレフ - GOLDEN☆BEST G-クレフ 〜Golden Balls
92. 椎名へきる - GOLDEN☆BEST 椎名へきる 〜On Animation & Game Soundtracks〜
93. シネマ - GOLDEN☆BEST シネマ
94. シモンズ - GOLDEN☆BEST オールソングス・コレクション
95. シブがき隊 - GOLDEN☆BEST シブがき隊
96. ジャニーズJr. - GOLDEN☆BEST JOHNNY'S ジュニア・スペシャル
97. シャ乱Q - GOLDEN☆BEST シャ乱Q
98. 上々颱風 - GOLDEN☆BEST 上々颱風
99. ジュディ・オング - GOLDEN☆BEST ジュディ・オング Sony Music Years 1973-1983
100. ジュディ・オング - GOLDEN☆BEST ジュディ・オング 蓮の花
101. 庄野真代 - GOLDEN☆BEST 庄野真代　愛情
102. 城之内早苗 - GOLDEN☆BEST 城之内早苗 アーリー・ヒッツ
103. 白鳥英美子,トワ・エ・モワ - GOLDEN☆BEST 白鳥英美子 with トワ・エ・モワ
104. 新三人娘（天地真理・小柳ルミ子・南沙織） - GOLDEN☆BEST 新三人娘 〜天地真理・小柳ルミ子・南沙織〜
105. 陣内大蔵 - GOLDEN☆BEST 陣内大蔵
106. 水前寺清子 - GOLDEN☆BEST 水前寺清子 RCAイヤーズ
107. 杉田二郎 - GOLDEN☆BEST 杉田二郎 ファンハウス・イヤーズ
108. 杉真理 - GOLDEN☆BEST 杉真理&フレンズ
109. 杉良太郎 - GOLDEN☆BEST 杉良太郎 1975〜1990 ヒット&カバーコレクション
110. 鈴木聖美 - GOLDEN☆BEST 鈴木聖美
111. 鈴木祥子 - GOLDEN☆BEST 鈴木祥子 The Ballad of Shoko Suzuki
112. ステージ101 - GOLDEN☆BEST ステージ101 ヤング青春の日々
113. 須藤薫 - GOLDEN☆BEST 須藤 薫 シングル・コレクション
114. SMILE - GOLDEN☆BEST SMILE SINGLES+
115. S.E.N.S. - GOLDEN☆BEST S.E.N.S. シングル・コレクション
116. センチメンタル・シティ・ロマンス - GOLDEN☆BEST センチメンタル・シティ・ロマンス
117. ZELDA - GOLDEN☆BEST ZELDA
118. 相馬裕子 - GOLDEN☆BEST 相馬裕子
119. 竹本孝之 - GOLDEN☆BEST 竹本孝之
120. 橘いずみ - GOLDEN☆BEST 橘いずみ
121. 橘いずみ・榊いずみ - GOLDEN☆BEST 橘いずみ+榊いずみ〜20th ANNIVERSARY〜
122. 種ともこ - GOLDEN☆BEST 種ともこ 11 YEARS WORKS
123. 玉置浩二 - GOLDEN☆BEST 玉置浩二 1993-2007
124. チューインガム - GOLDEN☆BEST チューインガム
125. チューインガム - GOLDEN☆BEST チューインガム2
126. チョー・ヨンピル - GOLDEN☆BEST チョー・ヨンピル ヒット全曲集
127. 鶴岡雅義と東京ロマンチカ - GOLDEN☆BEST 鶴岡雅義と東京ロマンチカ ヒット全曲集
128. 東京パフォーマンスドール - GOLDEN☆BEST 東京パフォーマンスドール
129. To Be Continued - GOLDEN☆BEST To Be Continued SINGLES
130. 豊川誕 - GOLDEN☆BEST 豊川誕
131. 鳥山雄司 - GOLDEN☆BEST 鳥山雄司～Sony Music Years～
132. THE 東南西北 - GOLDEN☆BEST THE 東南西北 Ever Lasting Blue
133. 永井真理子 - GOLDEN☆BEST 永井真理子 〜Complete Single Collection〜
134. 中条きよし - GOLDEN☆BEST 中条きよし
135. 中原理恵 - GOLDEN☆BEST 中原理恵 Singles
136. 中原理恵 - GOLDEN☆BEST 中原理恵 筒美京平を歌う《limited》
137. 渚まゆみ - GOLDEN☆BEST 渚まゆみ 浜口庫之助を歌う《limited》
138. ナスカ・アンド・ササジーズ - GOLDEN☆BEST GOLDEN☆BEST　ナスカ・アンド・ササジーズ
139. にしきのあきら - GOLDEN☆BEST にしきのあきら
140. 西田敏行 - GOLDEN☆BEST 西田敏行
141. ニック・ニューサ - GOLDEN☆BEST ニック・ニューサ サチコ
142. ネーネーズ - GOLDEN☆BEST ネーネーズ
143. 野路由紀子 - GOLDEN☆BEST 野路由紀子　抒情演歌
144. 野村宏伸 - GOLDEN☆BEST 野村宏伸
145. 野村真樹 - GOLDEN☆BEST 野村真樹
146. PEARL - GOLDEN☆BEST PEARL -early days-
147. PEARL - GOLDEN☆BEST PEARL -second volume-
148. 倍賞千恵子 - GOLDEN☆BEST 倍賞千恵子 まるで映画のひとこまのように…
149. ハイ・ファイ・セット - GOLDEN☆BEST ハイ・ファイ・セット 荒井由実・松任谷由実・杉真理作品集
150. ハイ・ファイ・セット - GOLDEN☆BEST ハイ・ファイ・セット コンプリート・シングルコレクション
151. 爆風スランプ - GOLDEN☆BEST 爆風スランプ ALL SINGLES
152. 英亜里 - GOLDEN☆BEST 英亜里《limited》
153. バブルガム・ブラザーズ - GOLDEN☆BEST バブルガム・ブラザーズ
154. 浜田朱里 - GOLDEN☆BEST 浜田朱里 シングル・コレクション《limited》
155. バンバン,ばんばひろふみ - GOLDEN☆BEST バンバン+ばんばひろふみ
156. ピーター - GOLDEN☆BEST ピーター
157. 久松史奈 - GOLDEN☆BEST 久松史奈 〜SINGLE COLLECTION〜
158. ビューティ・ペア - GOLDEN☆BEST ビューティ・ペア ビューティ・スペシャル
159. 平山三紀 - GOLDEN☆BEST 平山三紀 筒美京平を歌う アンド・モア
160. ビリー・バンバン,菅原進 - GOLDEN☆BEST ビリー・バンバン+菅原進
161. ヒロシ&キーボー - GOLDEN☆BEST ヒロシ&キーボー 三年目の浮気
162. ふきのとう - GOLDEN☆BEST ふきのとう SINGLES I
163. ふきのとう - GOLDEN☆BEST ふきのとう SINGLES II
164. ふきのとう - GOLDEN☆BEST ふきのとう ALL SINGLE SIDE-A COLLECTIONS
165. 藤圭子 - GOLDEN☆BEST 藤圭子 ヒット&カバーコレクション 艶歌と縁歌
166. BLIZARD - GOLDEN☆BEST BLIZARD 〜NEVER ENDING DAYS〜
167. ペドロ&カプリシャス - GOLDEN☆BEST ペドロ&カプリシャス
168. 本田路津子 - GOLDEN☆BEST 本田路津子
169. VOICE - GOLDEN☆BEST VOICE
170. ボニージャックス - GOLDEN☆BEST ボニージャックス
171. 堀江淳 - GOLDEN☆BEST 堀江淳
172. Whiteberry - GOLDEN☆BEST Whiteberry
173. 真木ひでと - GOLDEN☆BEST 真木ひでと 陶酔炎歌
174. 松岡英明 - GOLDEN☆BEST 松岡英明 〜シングルス1986-1994〜
175. 松村雄基 - GOLDEN☆BEST 松村雄基
176. 松本典子 - GOLDEN☆BEST 松本典子《limited》
177. 黛ジュン - GOLDEN☆BEST 黛ジュン 2（生産中止）
178. マリーン - GOLDEN☆BEST マリーン
179. 麻里絵 - GOLDEN☆BEST 麻里絵 《limited》
180. 未唯 -GOLDEN☆BEST 未唯（MIE） ハレルヤ・ハリケーン
181. 三笠優子 -GOLDEN☆BEST 三笠優子　RCAイヤーズ
182. 南沙織 - GOLDEN☆BEST 南沙織 筒美京平を歌う
183. 南沙織 - GOLDEN☆BEST 南沙織 コンプリート・シングルコレクション【懐刻盤】
184. 南野陽子 - GOLDEN☆BEST 南野陽子 ナンノ・シングルス3+マイ・フェイバリット
185. 南佳孝 - GOLDEN☆BEST 南佳孝 SINGLES 1978-1993
186. 宮原学 - GOLDEN☆BEST limited 宮原学
187. 村下孝蔵 - GOLDEN☆BEST 村下孝蔵 ベスト・セレクト・ソングズ
188. 村下孝蔵 - GOLDEN☆BEST 村下孝蔵 オリジナル・カラオケ集
189. 村松健 - GOLDEN☆BEST 村松健 ~FUSION TRACKs
190. 明和電機 - GOLDEN☆BEST 明和電機
191. 桃井かおり - GOLDEN☆BEST 桃井かおり
192. 森下玲可 - GOLDEN☆BEST 森下玲可
193. 森田公一 - GOLDEN☆BEST 森田公一 ヒット&シングルコレクション
194. 森山良子 - GOLDEN☆BEST 森山良子 さとうきび畑
195. 山口百恵 - GOLDEN☆BEST 山口百恵 PLAYBACK MOMOE part2（生産中止）
196. 山口百恵 - GOLDEN☆BEST 山口百恵 コンプリート・シングルコレクション【懐刻盤】
197. 山口百恵 - GOLDEN☆BEST 山口百恵 アルバム・セレクション【懐刻盤】
198. 山口百恵 - GOLDEN☆BEST orikara 山口百恵 コンプリート・シングルコレクション
199. 山本潤子 - GOLDEN☆BEST 山本潤子（赤い鳥／ハイ・ファイ・セット）
200. 雪村いづみ - GOLDEN☆BEST 雪村いづみ　'70s&'80s
201. よしだたくろう - GOLDEN☆BEST よしだたくろう ひきがたり
202. 吉田拓郎 - GOLDEN☆BEST 吉田拓郎 〜Words&Melodies〜
203. 吉田美奈子 - GOLDEN☆BEST 吉田美奈子 〜Beginning〜
204. りんけんバンド - GOLDEN☆BEST りんけんバンド
205. ルネ・シマール - GOLDEN☆BEST ルネ・シマール 《limited》
206. レベッカ - GOLDEN☆BEST REBECCA
207. ROLLY - GOLDEN☆BEST ROLLY
208. 渡辺徹 - GOLDEN☆BEST 渡辺徹
209. 渡辺真知子 - GOLDEN☆BEST 渡辺真知子
210. 渡辺満里奈 - GOLDEN☆BEST 渡辺満里奈
211. 渡辺美奈代 - GOLDEN☆BEST 渡辺美奈代 SINGLES
212. Various Artists - お笑いGOLDEN☆BEST
213. Various Artists - GOLDEN☆BEST CROSSOVER JAPAN 〜ニッポンのクロスオーバー〜（生産中止）
214. Various Artists - GOLDEN☆BEST 琉球的哀華スーパーコレクション

### アリオラジャパン（旧・RCAビクター→RVC→BMGビクター/ファンハウス→BMGファンハウス→BMG JAPAN） → ソニー・ミュージックレーベルズ
1. 浅野ゆう子 - GOLDEN☆BEST 浅野ゆう子 RCA/FUN HOUSE YEARS
2. 石川秀美 - GOLDEN☆BEST 石川秀美
3. 内山田洋とクール・ファイブ - GOLDEN☆BEST 内山田洋とクール・ファイブ
4. 大貫妙子 - ゴールデン☆ベスト 大貫妙子 〜RCA Years 1978-1984
5. 辛島美登里 - GOLDEN☆BEST 辛島美登里
6. 桑名正博 - GOLDEN☆BEST 桑名正博 RCA/AIR Years
7. 越美晴 - GOLDEN☆BEST 越美晴 RCA Years
8. 小林明子 - GOLDEN☆BEST 小林明子
9. 西城秀樹 - GOLDEN☆BEST 西城秀樹
10. 佐野量子 - GOLDEN☆BEST 佐野量子 コンプリート・シングル・コレクション
11. シモンズ - GOLDEN☆BEST シモンズ
12. 永井真理子 - GOLDEN☆BEST 永井真理子
13. 濱田金吾 - GOLDEN☆BEST 濱田金吾
14. 林田健司 - GOLDEN☆BEST 林田健司
15. 藤圭子 - GOLDEN☆BEST 藤圭子
16. 森川由加里 - GOLDEN☆BEST 森川由加里
17. 吉田美奈子 - GOLDEN☆BEST 吉田美奈子
18. レイジー - GOLDEN☆BEST レイジー

### EMIミュージック・ジャパン（旧：東京芝浦電気音楽レコード事業部→東芝音楽工業〈分社〉→東芝EMI）→ ユニバーサルミュージックジャパン
1. アースシェイカー - GOLDEN☆BEST アースシェイカー
2. RCサクセション - GOLDEN☆BEST RCサクセション
3. 朝丘雪路 - GOLDEN☆BEST 朝丘雪路 vol.2
4. アリス - GOLDEN☆BEST アリス
5. 安部恭弘 - GOLDEN☆BEST 安部恭弘
6. 安西マリア - GOLDEN☆BEST 安西マリア
7. 伊藤咲子 - GOLDEN☆BEST 伊藤咲子
8. 大黒摩季 - GOLDEN☆BEST 大黒摩季
9. 大場久美子 - GOLDEN☆BEST 大場久美子
10. 岡崎友紀 - GOLDEN☆BEST 岡崎友紀
11. 奥村チヨ - GOLDEN☆BEST 奥村チヨ
12. 尾崎亜美 - GOLDEN☆BEST 尾崎亜美
13. 柏原芳恵 - ゴールデン☆ベスト 柏原芳恵 EMI YEARS
14. 片平なぎさ - GOLDEN☆BEST 片平なぎさ
15. 川島なお美 - GOLDEN☆BEST 川島なお美
16. 北原ミレイ - GOLDEN☆BEST 北原ミレイ
17. キラーメイ - GOLDEN☆BEST キラーメイ
18. グラシェラ・スサーナ - GOLDEN☆BEST グラシェラ・スサーナ
19. 桑田靖子 - GOLDEN☆BEST 桑田靖子
20. ゴールデンハーフ - GOLDEN☆BEST ゴールデンハーフ
21. 九重佑三子 - GOLDEN☆BEST 九重佑三子
22. 越路吹雪 - GOLDEN☆BEST 越路吹雪
23. 小林麻美 - GOLDEN☆BEST 小林麻美
24. 坂上香織 - GOLDEN☆BEST 坂上香織
25. 坂本九 - GOLDEN☆BEST 坂本九
26. サディスティック・ミカ・バンド - GOLDEN☆BEST サディスティック・ミカ・バンド
27. 佐藤隆 - GOLDEN☆BEST 佐藤隆
28. 柴田恭兵 - GOLDEN☆BEST 柴田恭兵
29. ジャックス - GOLDEN☆BEST ジャックス
30. ジュディ・オング - GOLDEN☆BEST ジュディ・オング
31. 少女隊 - GOLDEN☆BEST 少女隊
32. SHOW-YA - GOLDEN☆BEST SHOW-YA
33. 城みちる - GOLDEN☆BEST 城みちる
34. ジローズ／杉田二郎 - GOLDEN☆BEST ジローズ/杉田二郎
35. SPEEDWAY - GOLDEN☆BEST SPEEDWAY
36. SEX MACHINEGUNS - SEX MACHINEGUNS ゴールデン☆ベスト
37. ダウン・タウン・ブギウギ・バンド - GOLDEN☆BEST ダウン・タウン・ブギウギ・バンド
38. 立花理佐 - GOLDEN☆BEST 立花理佐
39. 田村英里子 - GOLDEN☆BEST 田村英里子
40. 寺尾聰 - GOLDEN☆BEST 寺尾聰
41. 東京Qチャンネル - GOLDEN☆BEST 〜Sweet Works〜
42. トワ・エ・モワ - GOLDEN☆BEST トワ・エ・モワ
43. 中原めいこ - GOLDEN☆BEST 中原めいこ
44. 渚ゆう子 - GOLDEN☆BEST 渚ゆう子
45. 西村知美 - GOLDEN☆BEST 西村知美
46. はしだのりひこ - GOLDEN☆BEST はしだのりひこ
47. THE FUSE - GOLDEN☆BEST THE FUSE
48. ザ・フォーク・クルセダーズ - GOLDEN☆BEST ザ・フォーク・クルセダーズ
49. 本田美奈子 - GOLDEN☆BEST 本田美奈子
50. 黛ジュン - GOLDEN☆BEST 黛ジュン
51. 森川美穂 - GOLDEN☆BEST 森川美穂
52. 薬師丸ひろ子 - GOLDEN☆BEST 薬師丸ひろ子
53. 山下久美子 - 山下久美子 ゴールデン☆ベスト EMI YEARS
54. 山本達彦 - GOLDEN☆BEST 山本達彦
55. 由紀さおり - ゴールデン☆ベスト 由紀さおり
56. 雪村いづみ - GOLDEN☆BEST 雪村いづみ EMI YEARS
57. りりィ - GOLDEN☆BEST りりィ
58. ザ・リリーズ - GOLDEN☆BEST ザ・リリーズ

### ユニバーサルミュージックジャパン（旧：ポリドール→ポリグラム・日本ビクター フィリップス事業部→日本フォノグラム・キティ/マーキュリーミュージック→キティMME・トーラス系列）
1. 青山ミチ - GOLDEN☆BEST 青山ミチ
2. 安全地帯 - GOLDEN☆BEST 安全地帯
3. 石川セリ - GOLDEN☆BEST 石川セリ
4. 井上昌己 - GOLDEN☆BEST 井上昌己
5. H2O - GOLDEN☆BEST H2O
6. 大塚博堂 - GOLDEN☆BEST 大塚博堂 シングルス
7. 大橋純子 - GOLDEN☆BEST 大橋純子
8. 欧陽菲菲 - GOLDEN☆BEST 欧陽菲菲
9. 小川範子 - GOLDEN☆BEST 小川範子 トーラス・シングル・コレクション
10. 小椋佳 - GOLDEN☆BEST 小椋佳
11. 尾崎紀世彦 - GOLDEN☆BEST 尾崎紀世彦
12. カシオペア - GOLDEN☆BEST CASIOPEA
13. 柏原芳恵 - GOLDEN☆BEST 柏原芳恵
14. カルメン・マキ - GOLDEN☆BEST カルメン・マキ セブンティーズ・ロック
15. 来生たかお - GOLDEN☆BEST 来生たかお バイオグラフィー
16. 来生たかお - GOLDEN☆BEST 来生たかお ビジターズ
17. 筋肉少女帯 - GOLDEN☆BEST 筋肉少女帯〜ユニバーサルミュージック・セレクション〜
18. 香坂みゆき - GOLDEN☆BEST 香坂みゆき シングル・コレクション
19. 小林旭 - GOLDEN☆BEST 小林旭
20. 小林建樹 - GOLDEN☆BEST 小林建樹
21. C-C-B - GOLDEN☆BEST C-C-B
22. 少女隊 - GOLDEN☆BEST 少女隊 フォノグラム・シングル・コレクション
23. 少年ナイフ - GOLDEN☆BEST 少年ナイフ
24. 園まり - GOLDEN☆BEST 園まり
25. 反町隆史 - GOLDEN☆BEST 反町隆史
26. 高橋洋子 - GOLDEN☆BEST 高橋洋子
27. ザ・タイガース - GOLDEN☆BEST ザ・タイガース
28. ディアマンテス - GOLDEN☆BEST DIAMANTES
29. 中山ラビ - GOLDEN☆BEST 中山ラビ
30. 野口五郎 - GOLDEN☆BEST 野口五郎
31. 西田佐知子 - GOLDEN☆BEST 西田佐知子
32. パール兄弟 - GOLDEN☆BEST パール兄弟
33. 早見優 - GOLDEN☆BEST 早見優 筒美京平POPSベスト
34. 日野てる子 - GOLDEN☆BEST 日野てる子
35. P-MODEL - GOLDEN☆BEST P-MODEL「P-MODEL」&「big body」
36. ピカソ - GOLDEN☆BEST PICASSO
37. フィンガー5 - GOLDEN☆BEST フィンガー5
38. BLUE BOY - GOLDEN☆BEST BLUE BOY
39. 牧村三枝子 - GOLDEN☆BEST 牧村三枝子
40. 水越恵子 - GOLDEN☆BEST 水越恵子
41. 桃井かおり - GOLDEN☆BEST 桃井かおり
42. 泰葉 - GOLDEN☆BEST 泰葉
43. 柳ジョージ - ゴールデン☆ベスト 柳ジョージ
44. 山口由子 - GOLDEN☆BEST 山口由子
45. 渡哲也 - GOLDEN☆BEST 渡哲也

### テイチクエンタテイメント
1. アイ・ジョージ ゴールデン☆ベスト
2. あおい輝彦 ゴールデン☆ベスト
3. 浅丘ルリ子 ゴールデン☆ベスト
4. 秋ひとみ ゴールデン☆ベスト
5. 芦屋雁之助 ゴールデン☆ベスト
6. 五十嵐いづみ ゴールデン☆ベスト
7. 石川ひとみ ゴールデン☆ベスト With the best of 一五一会
8. 石田ひかり ゴールデン☆ベスト
9. 石原裕次郎 ゴールデン☆ベスト
10. 大沢逸美 ゴールデン☆ベスト
11. おかげ様ブラザーズ ゴールデン☆ベスト
12. 海援隊 ゴールデン☆ベスト
13. 勝彩也 ゴールデン☆ベスト
14. KATZE ゴールデン☆ベスト
15. かとうれいこ ゴールデン☆ベスト
16. 菊池章子 ゴールデン☆ベスト
17. 北原佐和子 ゴールデン☆ベスト
18. 京山幸枝若 ゴールデン☆ベスト
19. THE COLLECTORS ゴールデン☆ベスト
20. 彩恵津子 ゴールデン☆ベスト
21. 斉藤慶子 ゴールデン☆ベスト
22. サンハウス ゴールデン☆ベスト
23. SION ゴールデン☆ベスト
24. 東海林太郎 ゴールデン☆ベスト
25. 菅原都々子 ゴールデン☆ベスト
26. 平浩二 ゴールデン☆ベスト
27. 高田みづえ ゴールデン☆ベスト
28. 鶴岡雅義と東京ロマンチカ ゴールデン☆ベスト
29. ディック・ミネ ゴールデン☆ベスト
30. 寺島まゆみ ゴールデン☆ベスト
31. 天津羽衣 ゴールデン☆ベスト
32. 東京パノラママンボボーイズ ゴールデン☆ベスト
33. 敏いとうとハッピー&ブルー ゴールデン☆ベスト
34. 内藤やす子 ゴールデン☆ベスト
35. 内藤やす子 ゴールデン☆ベスト The Cover Songs
36. 中条きよし ゴールデン☆ベスト
37. 中村晃子 ゴールデン☆ベスト
38. 羅勲児 ゴールデン☆ベスト
39. 西島三重子 ゴールデン☆ベスト
40. Non ゴールデン☆ベスト
41. PERSONZ ゴールデン☆ベスト
42. 日野美歌 ゴールデン☆ベスト
43. バッキー白片とアロハ・ハワイアンズ ゴールデン☆ベスト
44. 長谷川きよし ゴールデン☆ベスト
45. 藤山一郎 ゴールデン☆ベスト
46. 風吹ジュン ゴールデン☆ベスト
47. 古時計 ゴールデン☆ベスト
48. 牧葉ユミ ゴールデン☆ベスト
49. 増位山太志郎 ゴールデン☆ベスト
50. 三波春夫 ゴールデン☆ベスト
51. 森山良子 ゴールデン☆ベスト
52. 八代亜紀 ゴールデン☆ベスト
53. 矢吹健 ゴールデン☆ベスト
54. 芳本美代子 ゴールデン☆ベスト
55. 渡辺桂子 ゴールデン☆ベスト

### ビクターエンタテインメント（2代目、旧：日本ビクター 音楽レコード事業部→ビクター音楽産業〈分社〉→ビクターエンタテインメント〈初代〉→JVCケンウッド・ビクターエンタテインメント）
1. あいざき進也 - GOLDEN☆BEST あいざき進也
2. 青江三奈 - GOLDEN☆BEST 青江三奈
3. 青江三奈 - GOLDEN☆BEST 青江三奈 カヴァー・コレクション
4. 安達祐実 - GOLDEN☆BEST 安達祐実
5. 麻丘めぐみ - GOLDEN☆BEST 麻丘めぐみ
6. アグネス・ラム - GOLDEN☆BEST アグネス・ラム
7. 淡谷のり子 - GOLDEN☆BEST 淡谷のり子
8. アン・ルイス - GOLDEN☆BEST アン・ルイス 1973〜1980
9. アン・ルイス - GOLDEN☆BEST アン・ルイス 1982〜1992
10. 石野真子 - GOLDEN☆BEST 石野真子
11. 石野真子 - GOLDEN☆BEST deluxe 石野真子
12. 伊藤さやか - GOLDEN☆BEST deluxe 伊藤さやか
13. 岩崎宏美 - GOLDEN☆BEST 岩崎宏美
14. 岩崎宏美 - GOLDEN☆BEST II 岩崎宏美
15. 岩崎宏美 - GOLDEN☆BEST deluxe 岩崎宏美 THE COMPLETE SINGLES in Victor Years
16. 荻野目洋子 - GOLDEN☆BEST 荻野目洋子
17. 甲斐智枝美 - GOLDEN☆BEST 甲斐智枝美
18. 北村優子 - GOLDEN☆BEST 北村優子・目黒ひとみ・しのづかまゆみ
19. 桑江知子 - GOLDEN☆BEST 桑江知子
20. 佐良直美 - GOLDEN☆BEST 忘れ得ぬ名唱・佐良直美
21. 佐良直美 - GOLDEN☆BEST deluxe 佐良直美 コンプリート・シングルス+ヒット・カバー・コレクション
22. 酒井法子 - GOLDEN☆BEST 酒井法子
23. 桜田淳子 - GOLDEN☆BEST 桜田淳子
24. 桜田淳子 - GOLDEN☆BEST 桜田淳子 コンプリート・シングル・コレクション
25. シェリー - GOLDEN☆BEST シェリー
26. しのづかまゆみ - GOLDEN☆BEST 北村優子・目黒ひとみ・しのづかまゆみ
27. 障子久美 - GOLDEN☆BEST kumi showji in Victor Years
28. スペクトラム - GOLDEN☆BEST スペクトラム
29. 高岡早紀 - GOLDEN☆BEST 高岡早紀
30. 高橋由美子 - GOLDEN☆BEST 高橋由美子
31. 太川陽介 - GOLDEN☆BEST 太川陽介
32. とんねるず - GOLDEN☆BEST とんねるず 〜ビクター・イヤーズ・コンプリート
33. 西川峰子 - GOLDEN☆BEST やまびこ演歌・西川峰子
34. 野沢直子 - GOLDEN☆BEST 野沢直子
35. 畑中葉子 - GOLDEN☆BEST 畑中葉子
36. hàl - GOLDEN☆BEST hàl
37. 雛形あきこ - GOLDEN☆BEST 雛形あきこ
38. ピンク・レディー - GOLDEN☆BEST ピンク・レディー コンプリート・シングル・コレクション
39. 辺見マリ - GOLDEN☆BEST 辺見マリ
40. マイ・ペース - GOLDEN☆BEST マイ・ペース
41. 松本伊代 - GOLDEN☆BEST 松本伊代
42. 水谷麻里 - GOLDEN☆BEST deluxe 水谷麻里
43. 三善英史 - GOLDEN☆BEST 三善英史 雨〜円山・花町・母の町
44. 目黒ひとみ - GOLDEN☆BEST 北村優子・目黒ひとみ・しのづかまゆみ
45. やしきたかじん - GOLDEN☆BEST やしきたかじん
46. 山田邦子 - GOLDEN☆BEST 山田邦子
47. 雪村いづみ - GOLDEN☆BEST 雪村いづみ 〜歩き続けたうたの道〜
48. 雪村いづみ - GOLDEN☆BEST 雪村いづみ アーリー・デイズ
49. リンリン・ランラン - GOLDEN☆BEST リンリン・ランラン
50. 渡辺はま子 - GOLDEN☆BEST 渡辺はま子

### 徳間ジャパンコミュニケーションズ
1. あのねのね - GOLDEN☆BEST あのねのね
2. 石野陽子 - GOLDEN☆BEST 石野陽子
3. 一世風靡セピア - GOLDEN☆BEST 一世風靡セピア
4. 伊藤つかさ - GOLDEN☆BEST 伊藤つかさ
5. ザ・ヴィーナス - GOLDEN☆BEST ザ・ヴィーナス
6. ウエスト・ロード・ブルース・バンド - GOLDEN☆BEST ウエスト・ロード・ブルース・バンド
7. 太田貴子 - GOLDEN☆BEST 太田貴子
8. 大西結花 - GOLDEN☆BEST 大西結花
9. 小幡洋子 - GOLDEN☆BEST 小幡洋子
10. 影山ヒロノブ - GOLDEN☆BEST 影山ヒロノブ
11. 小比類巻かほる - GOLDEN☆BEST 小比類巻かほる
12. ZIGGY - GOLDEN☆BEST ZIGGY
13. 白鳥英美子 - GOLDEN☆BEST 白鳥英美子
14. 田中美奈子 - GOLDEN☆BEST 田中美奈子
15. 露崎春女 - GOLDEN☆BEST 露崎春女
16. 刀根麻理子 - GOLDEN☆BEST 刀根麻理子
17. 友川かずき - GOLDEN☆BEST 友川かずき
18. 萩原健一 - GOLDEN☆BEST 萩原健一
19. バラクーダー - GOLDEN☆BEST バラクーダー
20. 平田隆夫とセルスターズ - GOLDEN☆BEST 平田隆夫とセルスターズ
21. BLUE ANGEL - GOLDEN☆BEST BLUE ANGEL
22. 藤井一子 - GOLDEN☆BEST 藤井一子
23. ポータブル・ロック - GOLDEN☆BEST ポータブル・ロック
24. BORO - GOLDEN☆BEST BORO -反省なき反逆-
25. 紫 - GOLDEN☆BEST 紫
26. 本木雅弘 - GOLDEN☆BEST 本木雅弘
27. 山本リンダ - GOLDEN☆BEST 山本リンダ
28. 柳ジョージ&レイニーウッド - GOLDEN☆BEST 柳ジョージ&レイニーウッド
29. LINDBERG - GOLDEN☆BEST リンドバーグ EARLY FLIGHT

### 日本コロムビア（3代目、旧：日本コロムビア〈2代目〉 → コロムビアミュージックエンタテインメント、TDKコア含む）
1. いしだあゆみ - GOLDEN☆BEST いしだあゆみ
2. 稲葉喜美子 - GOLDEN☆BEST 稲葉喜美子
3. 嘉門達夫 - GOLDEN☆BEST 嘉門達夫 オール・シングルズ&爆笑セレクション1983-1989
4. 河合奈保子 - GOLDEN☆BEST 河合奈保子
5. ゴダイゴ - GOLDEN☆BEST ゴダイゴ
6. 斎藤誠 - GOLDEN☆BEST 斎藤誠
7. 榊原郁恵 - GOLDEN☆BEST 榊原郁恵
8. 猿岩石 - GOLDEN☆BEST 白い雲のように 猿岩石
9. 渋谷哲平 - GOLDEN☆BEST 渋谷哲平
10. ジャッキー吉川とブルー・コメッツ - GOLDEN☆BEST ジャッキー吉川とブルーコメッツ
11. 庄野真代 - GOLDEN☆BEST 庄野真代 コロムビア・シングルズ + 筒美京平作品集
12. 徳丸純子 - 徳丸純子 ゴールデン☆ベスト
13. 富田靖子 - GOLDEN☆BEST 富田靖子
14. 原田真二 - GOLDEN☆BEST 原田真二 1992-1996 SHINE THE LIGHT COLLECTION
15. ヒデとロザンナ - GOLDEN☆BEST ヒデとロザンナ
16. 布施明 - GOLDEN☆BEST 布施明 Columbia Years
17. ベッツィ&クリス - GOLDEN☆BEST ベッツィ&クリス
18. 松坂慶子 - GOLDEN☆BEST 松坂慶子 やさしさの季節
19. やまがたすみこ - GOLDEN☆BEST やまがたすみこ
20. 山下久美子 - 山下久美子 ゴールデン☆ベスト -コロムビア・シングルス1980〜1988-
21. LOUDNESS - GOLDEN☆BEST LOUDNESS〜EARLY YEARS COLLECTION〜
22. ルースターズ - GOLDEN☆BEST ザ･ルースターズ
23. 麗美 - GOLDEN☆BEST 麗美 REIMY BRAND COMPLETE

### ポニーキャニオン
1. アルベルト - アルベルト ゴールデン☆ベスト
2. 尾崎亜美 - 尾崎亜美 ゴールデン☆ベスト
3. カシオペア - カシオペア ゴールデン☆ベスト〜Ponycanyon Years〜
4. 喜多郎 - 喜多郎 ゴールデン☆ベスト
5. サム・テイラー - サム・テイラー ゴールデン☆ベスト〜ポピュラー・ミュージック〜
6. 崎谷健次郎 - 崎谷健次郎 ゴールデン☆ベスト
7. Johnny, Louis & Char - Johnny, Louis & Char ゴールデン☆ベスト
8. 高橋幸宏 - 高橋幸宏 ゴールデン☆ベスト
9. Char - Char ゴールデン☆ベスト
10. ディアマンテス - ディアマンテス ゴールデン☆ベスト 1999〜2006
11. つボイノリオ - つボイノリオ ゴールデン☆ベスト
12. 鳥山雄司 - 鳥山雄司 ゴールデン☆ベスト〜Pony Canyon Years〜
13. とんぼちゃん - とんぼちゃん ゴールデン☆ベスト
14. PARACHUTE - PARACHUTE ゴールデン☆ベスト
15. 姫神 - 姫神 ゴールデン☆ベスト
16. 平松愛理 - 平松愛理 ゴールデン☆ベスト
17. 松原正樹 - 松原正樹 ゴールデン☆ベスト
18. 松原みき - 松原みき ゴールデン☆ベスト
19. 松山千春 - 松山千春 ゴールデン☆ベスト
20. 森昌子 - 森昌子 ゴールデン☆ベスト
21. 四人囃子 - 四人囃子 ゴールデン☆ベスト〜History'73-'89

### 日本クラウン（メルダック含む）
1. 青山ミチ - GOLDEN☆BEST 青山ミチ
2. 渥美清 - GOLDEN☆BEST 渥美清
3. 石橋正次 - GOLDEN☆BEST 石橋正次
4. 泉アキ - GOLDEN☆BEST 泉アキ
5. 小林旭 - GOLDEN☆BEST 小林旭 マイト・ガイ・デラックス
6. 西郷輝彦 - GOLDEN☆BEST 西郷輝彦
7. 水前寺清子 - GOLDEN☆BEST 水前寺清子
8. 姿憲子 - GOLDEN☆BEST 姿憲子
9. 杉本彩 - GOLDEN☆BEST 杉本彩
10. とみたゆう子 - GOLDEN☆BEST とみたゆう子
11. 古谷一行 - GOLDEN☆BEST 古谷一行
12. 美樹克彦 - GOLDEN☆BEST 美樹克彦
13. ムーンライダーズ - GOLDEN☆BEST ムーンライダーズ
14. 山田太郎 - GOLDEN☆BEST 山田太郎
15. 由美かおる - GOLDEN☆BEST 由美かおる
16. 渡哲也 - GOLDEN☆BEST 渡哲也

### バップ
1. 伊藤多喜雄 & TAKIO BAND - 伊藤多喜雄&TAKIO BAND ゴールデン☆ベスト
2. GAO - GAO ゴールデン☆ベスト
3. 菊池桃子 - 菊池桃子 ゴールデン☆ベスト
4. 児島未散 - 児島未散 ゴールデン☆ベスト
5. 杉山清貴&オメガトライブ - 杉山清貴&オメガトライブ ゴールデン☆ベスト
6. CHA-CHA - CHA-CHA ゴールデン☆ベスト
7. 所ジョージ - 所ジョージ ゴールデン☆ベスト
8. 中村由真 - ゴールデン☆ベスト〜バップ・イヤーズ〜
9. 仁藤優子 - 仁藤優子 ゴールデン☆ベスト
10. 久川綾 - 久川綾 ゴールデン☆ベスト
11. 平井菜水 - 平井菜水 ゴールデン☆ベスト
12. PINK CLOUD - PINK CLOUD ゴールデン☆ベスト
13. 牧村三枝子 - 牧村三枝子 ゴールデン☆ベスト〜バップ・イヤーズ〜
14. 竜鉄也 - 竜鉄也 ゴールデン☆ベスト

### ワーナーミュージック・ジャパン（MOON RECORDS,マイカルハミングバード含む）
1. 伊藤銀次 - ゴールデン☆ベスト Deadly Drive 2025
2. 亜蘭知子 - ゴールデン☆ベスト The Best
3. 上田知華 - ゴールデン☆ベスト 上田知華
4. DER ZIBET - ゴールデン☆ベスト Sixty Years
5. 花*花 - ゴールデン☆ベスト シングル・コレクション
6. PINK - ゴールデン☆ベスト ULTIMATE
7. PINK SAPPHIRE - ゴールデン☆ベスト 〜P.S. I LOVE YOU〜
8. ZABADAK - ゴールデン☆ベスト
9. 松田樹利亜 - ゴールデン☆ベスト -EARLY YEARS-
10. 中森明菜 -  ゴールデン☆ベスト AKINA EAST LIVE INDEX-XXIII
11. 八神純子 - ゴールデン☆ベスト 八神純子

### エレックレコード
- 提携先・ポニーキャニオン → ワーナーミュージック・ジャパン

1. 生田敬太郎 - 生田敬太郎 ゴールデン☆ベスト〜エレック・セレクション〜
2. 泉谷しげる - 泉谷しげる ゴールデン☆ベスト〜エレック・セレクション〜
3. 唄の市 ゴールデン☆ベスト～エレック・セレクション～
4. エレック ゴールデン☆ベスト
5. エレック ゴールデン☆ベスト〜カルチャーセレクション〜
6. エレック ゴールデン☆ベスト〜コミックセレクション
7. エレック ゴールデン☆ベスト〜LADIESセレクション〜
8. エレック ゴールデン☆ベスト エレック・シングル・コレクション
9. 海援隊 - 海援隊 ゴールデン☆ベスト〜エレック・セレクション〜
10. 佐藤公彦 - 佐藤公彦 ゴールデン☆ベスト〜エレック・セレクション〜
11. ずうとるび - ずうとるび ゴールデン☆ベスト〜エレック・セレクション〜
12. つボイノリオ - つボイノリオ ゴールデン☆ベスト
13. 古井戸 - 古井戸 ゴールデン☆ベスト〜エレック・セレクション〜
14. まりちゃんズ - まりちゃんズ ゴールデン☆ベスト〜エレック・セレクション〜

### フォーライフミュージックエンタテイメント
1. 泉谷しげる - GOLDEN☆BEST 泉谷しげる Early Days Selection
2. 風見慎吾 - GOLDEN☆BEST 風見慎吾 〜FRIDAY TROUBLE+シングルス〜
3. 柴田恭兵 - GOLDEN☆BEST 柴田恭兵 〜KYOHEI EYED SOUL〜
4. Sugar - GOLDEN☆BEST Sugar
5. ZOO - GOLDEN☆BEST ZOO Special Works
6. 中村由真 - GOLDEN☆BEST 中村由真 〜Graduation プラス〜
7. 原田真二 - GOLDEN☆BEST 原田真二 Legendary Hits 80's
8. 原田真二 - GOLDEN☆BEST 原田真二 OUR SONGS〜彼の歌は君の歌
9. 原田知世 - GOLDEN☆BEST 原田知世 〜As Time Goes On〜
10. 古井戸 - GOLDEN☆BEST 古井戸 ELEC YEARS RECOLLECTION
11. 水谷豊 - GOLDEN☆BEST 水谷豊
12. 憂歌団 - GOLDEN☆BEST 憂歌団 Complete Best 1974-1997
13. 吉田拓郎 - GOLDEN☆BEST 吉田拓郎 THE LIVE BEST

### ウルトラ・ヴァイヴ
1. 荒木一郎 - GOLDEN☆BEST 荒木一郎
2. かまやつひろし - GOLDEN☆BEST かまやつひろし
3. クールス・ロカビリー・クラブ - GOLDEN☆BEST 第2期 クールス・ロカビリークラブ